# Foxhall
Foxhall är en civil parish i distriktet East Suffolk i Suffolk i England. Orten har 200 invånare (2011). Byn nämndes i Domedagsboken (Domesday Book) år 1086, och kallades då Foxehola.